# Linimento

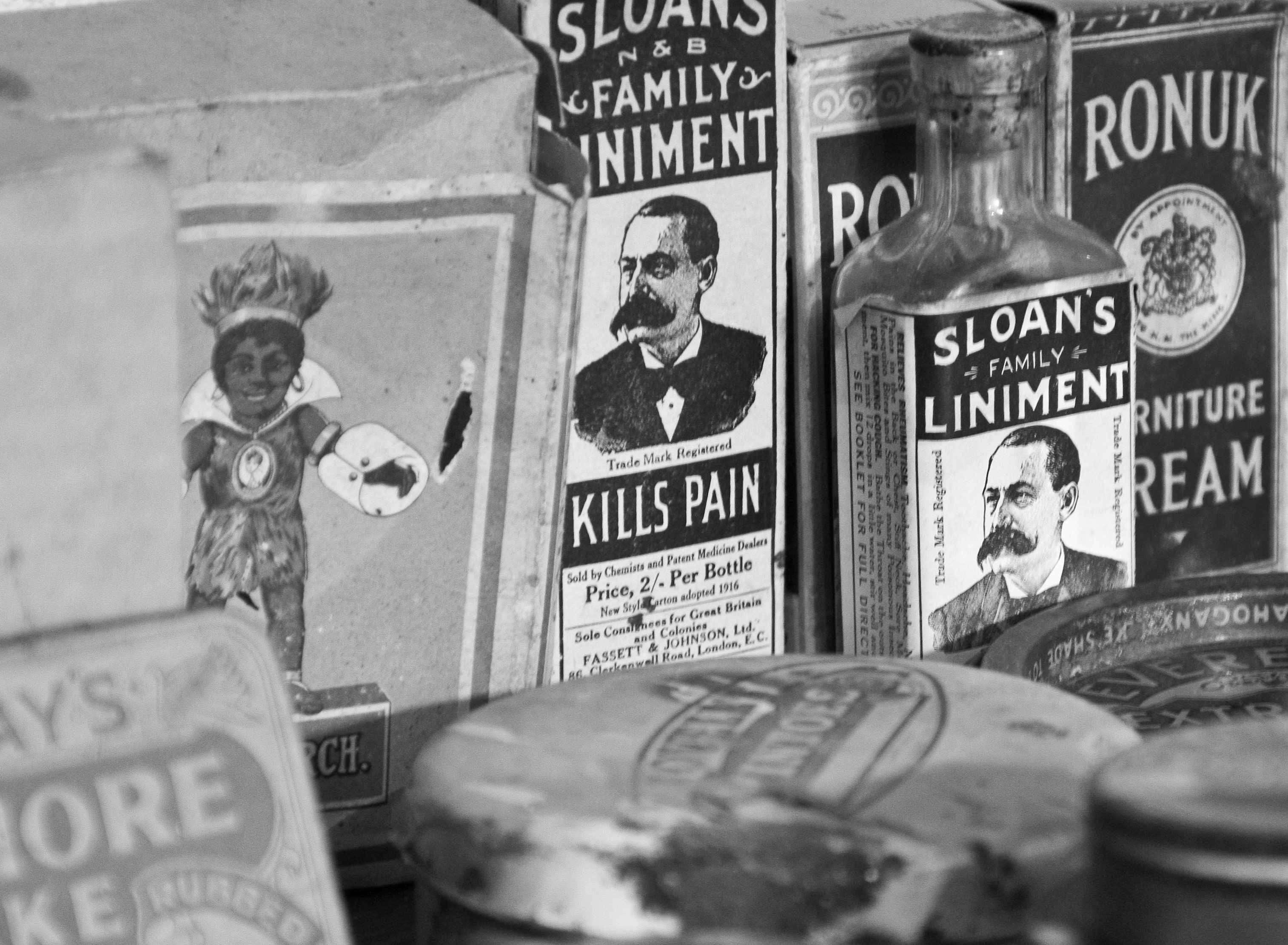
Linimento

En farmacología, se denomina linimento a la preparación menos espesa que el ungüento en la cual entran como base aceites y bálsamos y se aplica exteriormente en fricciones. 
A principio del siglo XX, se distinguían los siguientes tipos de linimento:
- Linimento amoniacal o volátil: mezcla de amoníaco líquido y aceite de oliva o de almendras dulces que actúa como irritante.
- Linimento calcáreo u óleo calcáreo: mezcla a partes iguales de agua de cal y aceite de almendra dulces o linaza. Para estabilizarlo se puede añadir 5% de lanolina o 2,5-10% de cera lanette.[1] Como base galénica acepta distintos tipos de principios activos, bien hidrófilos, bien lipófilos. Un ejemplo sería la siguiente fórmula:

1. Linimento óleo calcáreo ... ... ... 100 g
2. Óxido de zinc. ... ...  ... ... ... ... ...  10 g
3. Ictiol ... ... ... ...  ... ... ... ... ... ...   2 g , preparado indicado en las dermatitis del pañal.[1]

El linimento calcáreo se usa contra las quemaduras y añadiendo a 100 gramos de este 1,50 g de láudano líquido de Sydenham, se obtiene el linimento calcáreo opiado. 
- Linimento de cantáridas alcanforado: disolución de alcanfor en aceite de almendras dulces con la cual se mezcla por trituración la tintura de cantáridas en la que debe haberse disuelto de ante mano cierta cantidad de jabón amigdalino.
- Linimento de Swedieur: preparación compuesta por uno o dos gramos de arsénico blanco y unos treinta de aceite de oliva.
- Linimento jabonoso: mezcla de bálsamo tranquilo y de láudano de Sydenham.
- Linimento narcótico: igual mezcla que el anterior.
- Linimento sedativo de Buchan: mezcla de ungüento populeón, láudano líquido y yema de huevo. Se aplica como calmante sobre los tumores hemorroidales cuando son muy dolorosos.